# Luis Feito
Luis Feito López (ur. 31 października 1929 w Madrycie, zm. 7 lutego 2021 tamże) – hiszpański malarz, członek Królewskiej Akademii Sztuk Pięknych św. Ferdynanda.
Studiował sztukę na Królewskiej Akademii Sztuk Pięknych św. Ferdynanda w Madrycie. W 1956 wyjechał na stypendium do Paryża, gdzie poznał sztukę awangardową. W 1957 był jednym z założycieli Grupy El Paso obok malarzy Antonia Saury, Manuela Millaresa i Rafaela Canogari oraz pisarzy Manuela Conde i José Ayllóna.
W 1981 po opuszczeniu Paryża przeniósł się do Montrealu na okres dwóch lat. W 1983 roku przeniósł się do Nowego Jorku, gdzie mieszkał i pracował do początku lat 90. W 1998 został członkiem Królewskiej Akademii Sztuk Pięknych św. Ferdynanda.